# Cha cõng con
Cha cõng con (tựa tiếng Anh: Father and son) là bộ phim điện ảnh độc lập, thể loại gia đình của điện ảnh Việt Nam được phát hành vào tháng 4 năm 2017. Bộ phim được đạo diễn Lương Đình Dũng chuyển thể từ truyện ngắn cùng tên của ông viết năm 1995. Kịch bản chuyển thể bởi Bùi Kim Quy.

## Nội dung
Người đàn ông tên Mộc sống cảnh gà trống nuôi con, hai cha con phải vật lộn với cuộc sống đơn sơ cùng sự khắc nghiệt của thiên nhiên. Những lần tránh lũ cùng cha, Cá lại có thêm bạn mới, bị hấp dẫn bởi các câu chuyện về thành phố với những tòa nhà trọc trời và những thứ hiện đại qua lời kể của chú Mù.
Khi biết Cá mắc bệnh nặng, Mộc đã phải tìm đủ cách chạy chữa.

## Phân vai
- Ngô Thế Quân vai Mộc (ông bố)
- Đỗ Trọng Tấn vai Cá
- NSND Trần Hạnh vai Ông lão
- Hà Văn Hiếu vai Chú Mù

## Sản xuất

### Kịch bản
Cha cõng con chuyển thể từ truyện ngắn cùng tên viết năm 1995 bởi Lương Đình Dũng, khi anh còn là công nhân Nhà máy xi măng Tuyên Quang. Bắt đầu thực hiện chuyển thể từ năm 2007, đến năm 2010, Lương Đình Dũng tham gia khóa đào tạo về biên kịch  do Pilar Alessandra giảng dạy tại Việt Nam. Đình Dũng đưa kịch bản Cha cõng con cho Alessandra nhờ cô góp ý, sau đó được Alessandra biên tập lại hoàn toàn miễn phí.

### Diễn viên
Ngoài diễn viên Trần Hạnh thì hầu hết các diễn viên khác đều là không chuyên, diễn viên chính Ngô Thế Quân cũng mới chỉ tham gia hai bộ phim là Thời xa vắng và Chuyện của Pao. Bộ phim có sự tham gia của các em nhỏ mồ côi của Làng trẻ SOS Việt Trì và hai bệnh nhi ung thư, và đô vật Hà Văn Hiếu. Trước đó hai nhân vật chính là cha con Mộc và Cá được quay thử với diễn viên Nguyễn Viết Sơn và bé Thanh Anh. Sau 4 năm chuẩn bị, bé Thanh Anh đã lớn và không phù hợp với nhân vật Cá, Lương Đình Dũng đã đi rất nhiều nơi để tìm diễn viên nhí thay thế, cuối cùng cậu bé Đỗ Trọng Tấn của Làng trẻ SOS đã được chọn.

### Hậu trường
Để có những cảnh quay đẹp, đoàn làm phim đã quyết định bấm máy vào mùa mưa bão ở miền Bắc Việt Nam, bối cảnh chính được chọn tại Bắc Mê – Hà Giang. Các cảnh mưa bão trong phim hầu hết là cảnh thật. Có nhiều cảnh quay đoàn làm phim đã phải di chuyển đến Tuyên Quang, Hà Nội và thành phố Hồ Chí Minh. Đạo diễn hình ảnh Lý Thái Dũng đã sử dụng đến công nghệ flycam, trong quá trình bấm máy, đoàn phim đã hai lần bị thiệt hại về flycam.
Âm nhạc trong phim do nhà soạn nhạc Lee Dong-june – người từng thành cống với Điều kì diệu ở phòng giam số 7 và Mật danh IRIS – đảm nhận. Thời gian hậu kỳ âm nhạc mất khoảng 2 tháng. Thời gian để hậu kỳ cả bộ phim mất 1 năm và 13 ngày.

### Sản xuất
Cha cõng con bắt đầu sản xuất từ tháng 7 năm 2013 nhưng vì các bối cảnh dàn dựng của đoàn phim bị bão lũ phá hỏng, phải dựng lại từ đầu nên việc sản xuất bị gián đoạn đến tháng 7 năm 2015 mới được tiếp tục và đến tháng 9 mới hoàn tất. Thời gian quay bộ phim hết gần 4 tháng, Lương Đình Dũng cho rằng vì anh quá kỹ tính trong khâu sản xuất cũng là lí do khiến thời gian làm phim bị kéo dài hơn dự tính. Khi đã quay xong nhưng trong quá trình dựng phim, hậu kỳ chưa thấy ưng ý, vị đạo diễn lại đưa cả đoàn trở lại Hà Giang quay thêm.

## Phát hành
Ngày 18 tháng 6 năm 2015, Cha và con có buổi họp báo ra mắt. Các phân đoạn được dựng thành 70 đến 80 phiên bản phim hoàn chỉnh và chốt được bản dựng cuối cùng vào ngày 28 tháng 3 năm 2016 và hoàn thành hậu kỳ vào ngày 13 tháng 11 cùng năm.
Bộ phim được phát hành bởi cụm rạp Lotte Cinema, ngày 13 tháng 3 năm 2017 teaser trailer dài 90 giây của phim được công bố. Cha cõng con được phát hành từ ngày 5 tháng 4 năm 2017. Bộ phim được trình chiếu tại các rạp phim trong 37 ngày, với doanh thu trên 13 tỉ VNĐ. Sang đầu tháng 7 năm 2017, bộ phim được phát hành lần 2 và lần trình chiếu lưu động từ tháng 8 đến tháng 11 năm 2017 cho các khán giả trẻ tuổi.
Từ tháng 2 năm 2020, bộ phim được phát hành tại Ả Rập Xê Út, khởi đầu với buổi ra mắt tại The King Abdulaziz Center for World Culture – Ithra.

### Đánh giá
Trong khi bộ phim nhận được đề nghị phát hành ở nước ngoài và những lời mời tham dự các liên hoan phim, thì tại Việt Nam các đơn vị phát hành trong nước cho rằng bộ phim kém hấp dẫn, họ cho rằng phim thiếu yếu tố bạo lực, kinh dị, những hành động kịch tính, cảnh nóng nên đã từ chối phát hành.
Ban giám khảo Giải Cánh diều 2016 cho rằng bộ phim không có những điểm thắt - mở, kịch tính như các phim thông thường, tình tiết phim chậm, nhẹ nhàng và dễ đoán.
Tác giả Nam Phú – báo Tia Sáng: bộ phim vừa có được cái nhìn riêng, tinh tế của đạo diễn, nhưng mặt khác, nó vẫn đi theo lối làm phim "có cảnh quay đẹp" đã thành khuôn mòn rất cần phải xem xét lại của điện ảnh Việt mươi năm qua.
Tác giả Phạm Hoa - Thời báo Ngân hàng: Trên thực tế, "Cha cõng con" là phim nghệ thuật khá kén người xem và chưa hẳn phù hợp với số đông, đồng thời cũng không hẳn thuận góc nhìn của giới chuyên môn.

## Đón nhận

### Thất bại với các giải thưởng trong nước
Tại Giải Cánh diều 2016, Cha cõng con tham gia đề cử ở hạng mục Phim điện ảnh với Diễn viên nam chính xuất sắc, Đạo diễn xuất sắc và Phim điện ảnh xuất sắc. Kết quả bộ phim chỉ giành được bằng khen của ban tổ chức, đạo diễn Lương Đình Dũng cảm thấy kết quả không công bằng nên đã lập tức trả lại bằng khen cho Ban tổ chức. Vị đạo diễn cho rằng cách thực hiện mới mẻ của bộ phim khiến Ban giám khảo không cảm nhận hết cái hay của nó. Ông Trần Luân Kim, đại diện ban giám khảo giải Cánh Diều 2016 cho biết, Cha cõng con không nhận được giải Vàng hay Bạc vì bộ phim chưa có nhiều đột phá, cách thể hiện chưa thực sự đổi mới.
Sức hấp dẫn của bộ phim cũng gây ra những nhận định trái chiều. Ngay sau động thái trả lại giải thưởng của Lương Đình Dũng thì tạp chí Thế giới điện ảnh đã có bài phê phán: "Đạo diễn thì hư, phim thì dở" và kết bằng câu "cha nào con nấy" gây bức xúc cho dư luận.
Mặc dù vậy, sau khi tham gia các giải quốc tế trong năm 2017, sang năm 2018 bộ phim Cha cõng con đã giành được giải Bông sen Bạc hạng mục Phim điện ảnh tại Liên hoan phim Việt Nam lần thứ 20 cùng với bộ phim Cô hầu gái. Biên kịch Bùi Kim Quy và đạo diễn Lương Đình Dũng cùng giành giải Biên kịch xuất sắc tại Liên hoan phim lần này.

### Chiến thắng tại các giải quốc tế
Đầu năm 2017, Cha cõng con được chọn tranh hạng mục Phim truyện xuất sắc giải Remi Award, tại Liên hoan phim quốc tế Houston lần thứ 50 ở Texas, Mỹ. Đây là một giải thưởng vinh danh những tác phẩm hư cấu của các nhà làm phim độc lập. Sau đó, bộ phim được tham gia Liên hoan phim Quốc tế Boston lần thứ 15.
Trước khi tham gia Giải Cánh diều 2016, tác phẩm đã giành giải "Phim truyện xuất sắc" ở liên hoan phim độc lập Canadian Diversity Film Festival 2016 và giải "Quay phim xuất sắc" dành cho Lý Thái Dũng ở liên hoan Barcelona Planet 2016.
Cha cõng con được chọn đại diện điện ảnh Việt Nam tham gia hạng mục Phim nước ngoài hay nhất tại Giải Oscar lần thứ 90 nhưng không lọt vào vòng đề cử.
| Năm  | Giải thưởng                                                 | Đề cử                                                       | Nhận giải                    | Kết quả      | Chú thích     |
| ---- | ----------------------------------------------------------- | ----------------------------------------------------------- | ---------------------------- | ------------ | ------------- |
| 2017 | Liên hoan phim quốc tế ReelHeart                            | Phim nước ngoài xuất sắc                                    | Cha cõng con                 | Đề cử        | [ 30 ]        |
| 2017 | Liên hoan phim quốc tế ReelHeart                            | Quay phim xuất sắc                                          | Lý Thái Dũng                 | Đề cử        | [ 30 ]        |
| 2017 | Liên hoan phim quốc tế ReelHeart                            | Diễn viên xuất sắc                                          | Đỗ Trọng Tấn                 | Đề cử        | [ 30 ]        |
| 2017 | Liên hoan phim quốc tế ReelHeart                            | Âm thanh xuất sắc                                           |                              | Đề cử        | [ 30 ]        |
| 2017 | Liên hoan phim Tallinn Black Nights                         | Giải thưởng Lớn - Hạng mục Cạnh tranh chính thức            | Cha cõng con                 | Đề cử        | [ 30 ]        |
| 2017 | Canadian Diversity Film Festival 2016                       | Phim truyện xuất sắc                                        | Cha cõng con                 | Đoạt giải    |               |
| 2017 | Liên hoan phim Quốc tế Boston lần thứ 15                    | Tinh thần độc lập cho Phim có cốt truyện hay nhất           | Cha cõng con                 | Đoạt giải    | [ 23 ]        |
| 2017 | Liên hoan phim châu Á Thái Bình Dương Mỹ La Tinh lần thứ 17 | Phim kể truyện xuất sắc nhất                                | Cha cõng con                 | Đoạt giải    | [ 30 ]        |
| 2017 | Liên hoan phim quốc tế Iran lần thứ 36                      | Phim châu Á xuất sắc                                        | Cha cõng con                 | Đoạt giải    | [ 34 ]        |
| 2017 | Liên hoan phim quốc tế Iran lần thứ 36                      | Đạo diễn xuất sắc                                           | Lương Đình Dũng              | Đề cử        | [ 34 ]        |
| 2017 | Liên hoan phim quốc tế Arizona lần thứ 26                   | Phim truyện nước ngoài xuất sắc                             | Cha cõng con                 | Đoạt giải    | [ 23 ]        |
| 2017 | Liên hoan phim quốc tế Arizona lần thứ 26                   | Giải Đặc biệt của Ban giám khảo cho Quay phim ấn tượng nhất | Lý Thái Dũng                 | Đoạt giải    | [ 23 ] [ 36 ] |
| 2017 | Liên hoan phim quốc tế Barcelona Planet                     | Quay phim xuất sắc                                          | Lý Thái Dũng                 | Đoạt giải    | [ 37 ]        |
| 2017 | Liên hoan phim Milano lần thứ 17                            | Quay phim xuất sắc                                          | Lý Thái Dũng                 | Đoạt giải    | [ 38 ]        |
| 2017 | Liên hoan phim Milano lần thứ 17                            | Phim hay nhất                                               | Cha cõng con                 | Đoạt giải    | [ 23 ]        |
| 2017 | Liên hoan phim quốc tế Ấn Độ lần thứ 48                     | Phim quốc tế                                                | Cha cõng con                 | Đề cử        | [ 39 ]        |
| 2017 | Liên hoan phim độc lập Hoa Kỳ lần thứ 6                     | Đạo diễn hình ảnh xuất sắc                                  | Lý Thái Dũng                 | Đoạt giải    | [ 30 ]        |
| 2017 | Liên hoan phim độc lập Hoa Kỳ lần thứ 6                     | Đạo diễn xuất sắc                                           | Lương Đình Dũng              | Đoạt giải    | [ 30 ]        |
| 2018 | Liên hoan phim Việt Nam lần thứ 20                          | Phim điện ảnh                                               | Cha cõng con                 | Bông sen Bạc | [ 26 ]        |
| 2018 | Liên hoan phim Việt Nam lần thứ 20                          | Biên kịch xuất sắc – Phim điện ảnh                          | Bùi Kim Quy, Lương Đình Dũng | Đoạt giải    | [ 27 ]        |

Năm 2017, Cha cõng con được chọn chiếu và tranh giải tại Liên hoan phim như Liên hoan phim Quốc Tế Julien Dubuque lần thứ 6 và Liên hoan phim quốc tế Arizona tại bang Iowa, Mỹ. Liên hoan phim Châu Á Thái Bình Dương Los Angeles lần thứ 33, Liên Hoan phim Châu Á Thái Bình Dương Châu Mỹ La Tinh lần thứ 17, Liên hoan phim quốc tế Ấn Độ lần thứ 48, Liên hoan phim Milano lần thứ 17, Liên hoan phim Tallinn Black Nights, Liên hoan phim quốc tế ReelHeart...